# Cora Raga
María Muñoz Raga, de nombre artístico Cora Raga (Villamarchante, 9 de enero de 1893-Barcelona, 3 de diciembre de 1980), fue una mezzosoprano / tiple española, especializada en zarzuela.

## Biografía
De Villamarchante pasó con una nodriza a Ribarroja. Se crio con una tía suya en Valencia hasta los dieciocho años, cuando se casó con Vicente Soler. Empieza cantando en el Coro en la iglesia de San Agustín con Francisco Andrés; el maestro Lamberto Alonso, que la escuchó, le aseguró un gran porvenir como tiple dramática.Su primer concierto lo dio en "Lo Rat Pénat" tenía entonces veintiocho años y tres hijos. Luego marchó a Italia por consejo de su esposo para completar sus estudios en Milán con el maestro Torregnola en el Teatro Dalberne. Pio Nevi, director de la Banda Municipal de Milán, la recomendó a un agente teatral; este le encargó representar Caballería rusticana en Como, con éxito. Decidió volver a España en 1922; permaneció en Barcelona con unos cuñados mientras continuaba sus estudios de ópera; gracias al maestro Nells fue presentada a Simonetti, quien la contrató para debutar el 9 de mayo de 1923 en la inauguración del Teatro Fuencarral de Madrid como tiple en Aida, hasta ese momento su nombre artístico era María Muñoz, desde entonces se la conoció como CORA RAGA, Raga era su segundo apellido. El compositor Amadeo Vives, que la oyó en la segunda representación, quiso contratarla para el teatro Apolo para representar zarzuela, pero por entonces sólo quería representar ópera; volvió a Barcelona e hizo algunas grabaciones gramofónicas; Antonio Cortis, un famoso tenor desconocido en España, quiso entonces contrarla para Chicago, pero ya había firmado por Tivoli y Amadeo Vives no cejaba de incitarla a que se dedicase a la zarzuela a través de una amiga común, con lo que por fin decidió dedicarse en exclusiva a la zarzuela, a causa de la abundancia y continuidad de los contratos; con este género obtuvo grandes éxitos sucesivamente con Maruxa, La calesera, La del Soto del Parral, La Dolores o Doña Francisquita, convirtiéndose en una figura muy codiciada del género y, según algunos, en una cumbre insuperable hasta ahora en su papel de "La Beltrana" de Doña Francisquita. Aunque trabajó siempre en España, representó zarzuela también en París; allí obtuvo un gran éxito junto a Marcos Redondo interpretando La Calesera, La Verbena de la Paloma, La Bejarana. Estuvo adscrita siempre a los teatros madrileños Apolo, Calderón, Victoria y de la Zarzuela.
En el invierno 1929-1930 estrena”El Romeral” en el teatro Ruzafa, luego pasa al teatro Apolo donde se incorpora a la compañía del Maestro Serrano y del tenor Vendrell, consideraba al Maestro Serrano como el Puccini de la Zarzuela.  Con motivo del XXV aniversario de la Exposición Regional Valenciana, el 29 de mayo de 1934, se cantó el himno y ella hizo el solo del mismo.  Entre sus fotografías preferidas esta la que aparece junto al Alcalde de Valencia Señor Lambies, el Maestro Serrano y Maximiliano Thous, teniendo como fondo la Señera.Durante la guerra civil siguió trabajando en el teatro Lírico desde el invierno del 37 hasta el final de la misma, en esta época conoció a Don Jacinto Benavente
El 24 de abril de 1943 estreno en el teatro principal de Valencia , la obra póstuma del Maestro serrano “La Venta de los gatos”, con letra de los hermanos Álvarez Quintero, un éxito clamoroso,
……”…Para el público y la crítica no hubo adiós, para mí, sí; fue en el Teatro Calderón, de Barcelona. En el homenaje a Vendrell. Cuesta mucho mirarse en el espejo y pensar. Ya paso todo. Ahora vendrán otras  cantantes, así es la vida….”…. 
Tras los años veinte y treinta de sus grandes éxitos, se retiró de la escena para siempre en 1950, aunque aún hizo algunas grabaciones, y vivió en su casa de Barcelona hasta su muerte en 1980.

## Obra
Su discografía se centra en fragmentos de zarzuelas españolas, la mayoría para el sello discográfico Odeón: Maruxa, La corte del faraón, Doña Francisquita, La verbena de la Paloma... Inició sus grabaciones en 1923; en 1929 hizo un dúo de la zarzuela de José Serrano Los Claveles junto con el tenor Emilio Vendrell, con quien grabó también otros dúos y piezas de zarzuelas e incluso, en 1941, una versión completa de La Verbena de la Paloma de Tomás Bretón. También en 1941 grabó dúos con Marcos Redondo y una versión de Los Gavilanes. En 1951 y 1952 participó en las grabaciones completas de El Dúo de la Africana y La Corte de Faraón.